# Alexandros Papadiamantis

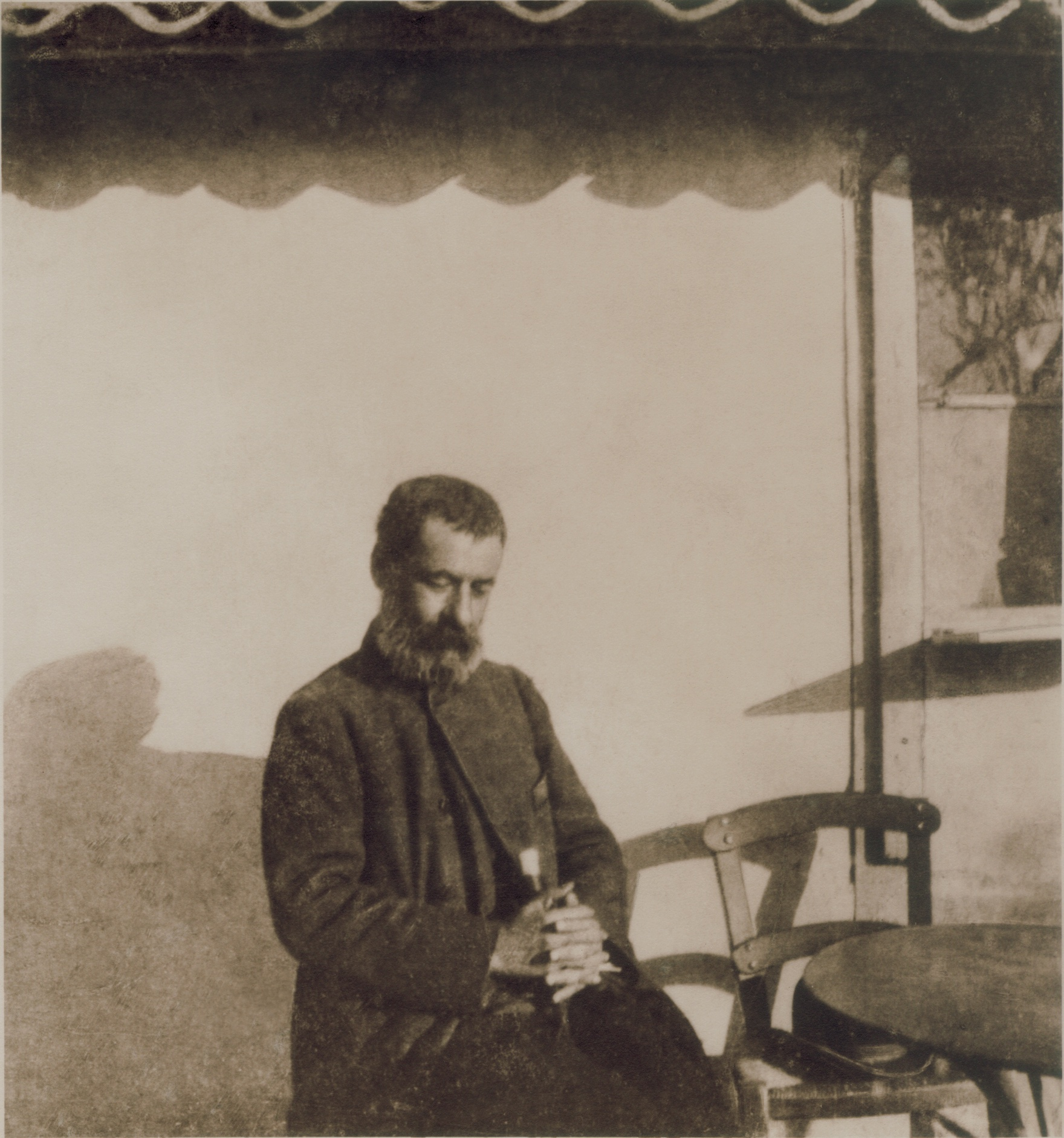
Alexandros Papadiamantis, 1906

Alexandros Papadiamantis (griechisch Ἀλέξανδρος Παπαδιαμάντης; * 4. März 1851 auf Skiathos, Griechenland; † 2. Januar 1911 ebenda) war ein griechischer Prosa-Schriftsteller. Er ist vor allem durch seine 170 Erzählungen bekannt, von denen die bekannteste, Die Mörderin, zum Kanon der neugriechischen Literatur zählt.

## Familie und Name
Alexandros Papadiamantis war eines von neun Kindern des griechisch-orthodoxen Priesters Adamantios Emmanouil und dessen Frau Angelikí (geb. Moraitidou). Seine älteren Geschwister waren der früh verstorbene Emmanouíl sowie die Schwestern Ouranía und Charíklia; seine jüngeren Geschwister hießen Sofoúla, Giórgis und Kyratsoúla. Zwei weitere Geschwister verstarben bereits sehr klein. Der Nachname Papadiamantis setzt sich aus der Berufsbezeichnung seines Vaters (παπάς papás, Priester) und dessen Vorname Adamantios zusammen. In seiner Jugend trat Papadiamantis auch mit anderen Nachnamen in Erscheinung, etwa als Adamantíou Ieréos (Αδαμαντίου ιερέως = „[Sohn] des Priesters Adamantios“) oder als Papá Adamantíou (Παπά Αδαμαντίου). In seiner literarischen Tätigkeit verwendete er immer wieder Pseudonyme wie beispielsweise Vyzantinós (Βυζαντινός = Byzantiner) oder Skeptikós (Σκεπτικός = Skeptiker).

## Leben

### Schulausbildung
Von 1856 bis 1862 besuchte Papadiamantis die Volksschule auf Skiathos. Danach unterbrach er für drei Jahre seine Ausbildung und verließ 1865 zum ersten Mal seine Heimatinsel, um auf Skopelos die Schullaufbahn fortzusetzen. In den Jahren bis 1865 assistierte er regelmäßig seinem Vater in der Messe, schrieb erste Verse und malte. 1866 schloss er die Mittelschule auf Skopelos mit „sehr gut“ ab, kehrte kurzfristig nach Skiathos zurück und schrieb sich 1867  für das Gymnasium in Chalkida ein, wo er seinen ersten Romanversuch unternahm. Bereits 1868 brach er seine Schulausbildung aufgrund Auseinandersetzungen mit seinem Religionslehrer erneut ab, kehrte jedoch im Jahr darauf noch einmal an die Schule zurück und legte erfolgreich Prüfungen ab.
Als 18-Jähriger ging er 1869 nach Athen, wo er am Gymnasium in Piräus seine Schulausbildung fortsetzte. Papadiamantis, dessen Aufenthalt in Athen von seinem Vater finanziert wurde, erhielt über diesen mehrere Empfehlungsschreiben von Würdenträgern seiner Heimatinsel, um leichter eine Anstellung zu finden. Vermutlich beschloss er jedoch, diese nicht einzusetzen und reiste nach Skiathos zurück. Er widersetzte sich den Plänen seines Vaters einer Priesterlaufbahn und entwickelte den Wunsch, Schriftsteller zu werden. Eine Pilgerreise führte ihn 1872 zusammen mit einem Freund für mehrere Monate auf den Berg Athos. Im Jahr darauf befand er sich wieder in Athen, setzte seine Ausbildung fort und gab Privatunterricht, um seine angespannte finanzielle Situation zu verbessern. Aus dem Jahr 1874 stammt der älteste von Papadiamantis erhaltene literarische Text, ein Gedicht für seine Mutter. Endlich konnte er seine Schulausbildung mit der Note „gut“ beenden und begann ein Philologie-Studium an der Philosophischen Fakultät in Athen, das er jedoch nicht abschloss. Ein Studienkollege war Georgios Vizyinos. Sein festes Vorhaben wurde, sich ganz dem Schreiben zu widmen.

### Berufsleben in Athen
Papadiamantis lernte Englisch und Französisch und versuchte sich als Privatlehrer über Wasser zu halten. Trotzdem war er gezwungen, von seinem Vater, zu dem das Verhältnis gespannt blieb, immer wieder Geld zu erbitten. 1878 veröffentlichte er anonym seine erste Artikelreihe in der Zeitschrift Efimerís. Unter dem Vorwand, dass er studiere, konnte er seine Einberufung zum Militär verschieben und Reisen nach Skiathos vermeiden, wo er Auseinandersetzungen mit seinem Vater befürchtete. Erst über 20 Jahre später kehrte er häufiger und für längere Zeit auf die Heimatinsel zurück. 1879 veröffentlichte er seinen ersten historischen Roman die Migrantin (Η μετανάστις) als Fortsetzungsgeschichte in der Konstantinopler Zeitschrift Neologos. 1880 wurde er schließlich zum Militär einberufen und diente etwa zehn Monate bis 1881. In der Folgezeit veröffentlichte er immer häufiger literarische Texte, fand 1882 eine Anstellung als Übersetzer und hatte mit dem historischen Roman Die Zigeunertochter (Η γυφτοπούλα), die auch ins Italienische übersetzt wurde, 1884 einen Erfolg. Allerdings blieb ihm ein vollständiger Durchbruch verwehrt; bis zu seinem Lebensende hielt er nie ein gedrucktes Buch von sich selbst in den Händen. Trotz seiner wachsenden Bekanntheit und der Anerkennung seitens literarischer Kreise mied er ab etwa 1886 die Öffentlichkeit und zog die Gesellschaft einfacher Menschen vor. 1887, als er sich zunehmend religiösen Themen widmete und sich auch als Kantor betätigte, veröffentlichte er seine erste Erzählung. Nach wie vor befand er sich jedoch in schwierigen finanziellen Verhältnissen und verdiente seinen kargen Lebensunterhalt mit ständig wechselnden und nie langfristigen Engagements als Journalist, Schriftsteller und Übersetzer (er übersetzte etwa 40 Romane ins Griechische). Dennoch vermochte er entgegen seiner Absicht und den gesellschaftlichen Erwartungen seine Familie auf Skiathos finanziell nicht zu unterstützen. 1891 antwortete der selbstbewusste Schriftsteller, dessen narrative Fähigkeiten von einem Kritiker mit denen von Edgar Allan Poe und Charles Dickens verglichen wurden, mit dem Kommentar: „Ich ähnle weder Poe, noch Dickens, noch Shakespeare, noch Béranger. Ich ähnle mir selbst. Genügt dies nicht?“

### Die letzten 15 Jahre
1895 starb Papadiamantis’ Vater. 1897 verweilte Papadiamantis für längere Zeit auf Skiathos. 1899 erschien in der Zeitschrift Téchni (Τέχνη) ein Artikel von Kostis Palamas über Alexandros Papadiamantis. Von 1902 bis 1904 verbrachte er schließlich zwei volle Jahre auf Skiathos, schrieb fortwährend Erzählungen und beschäftigte sich mit Übersetzungen. 1903 veröffentlichte er in der Zeitschrift Panathínäa (Παναθήναια) sein bekanntestes Werk, Die Mörderin. Sein gesundheitlicher Zustand verschlechterte sich zusehends; 1906 erlitt er so starke Rheumaanfälle, dass er kaum mehr schreiben konnte. Auch wurde er zunehmend alkoholkrank. Aus dem Jahr 1906 stammte die vermutlich erste von seinem Freund Pavlos Nirvanas aufgenommene Fotografie Papadiamantis’; auch erschien ein Artikel von Nirvanas über Leben und Werk von Papadiamantis. In  dieser Zeit wurden die meisten Erzählungen veröffentlicht; Papadiamantis befand sich auf dem Höhepunkt seines literarischen Schaffens. Dennoch vollzog er nie den Schritt zum Wohlstand und zur Integration in die Gesellschaft und blieb stattdessen der tiefreligiöse, zurückgezogene, asketische Schriftsteller, der in Armut lebte und den seine Zeitgenossen den „weltlichen Mönch“ nannten. 1908 weigerte er sich, auf einer zu seinem 25-jährigen Schriftstellerjubiläum veranstalteten Feier zu erscheinen. Er ging ein letztes Mal nach Skiathos und blieb dort bis zum Ende seines Lebens. Am 29. Oktober 1910 erkrankte er an Lungenentzündung und starb in der Nacht vom 2. auf den 3. Januar 1911.
Papadiamantis blieb unverheiratet und kinderlos.

## Werk
Alexandros Papadiamantis schrieb nach einigen Gedichten, drei historischen Romanen und einer Novelle fast nur noch Erzählungen. Zu den bekanntesten zählen Rings um den See (Ολόγυρα στη λίμνη, 1892), Traum auf der Welle (Όνειρο στο κύμα, 1900) und Die Mörderin (Η Φόνισσα, 1903). Schauplatz ist fast immer seine Heimatinsel Skiathos.
Papadiamantis war ein Schriftsteller der Ethographie, der Sittenschilderung, die in Griechenland am Ende des 19. Jahrhunderts als realistische oder naturalistische Erzählung in meist ländlichem Ambiente den historischen Roman von der Bühne des literarischen Geschehens verdrängte und das Hauptaugenmerk auf einfache Gestalten des Volkes sowie die psychologische Dimension richtete. In seinen Erzählungen verarbeitete er hauptsächlich Figuren und Landschaften seiner Heimatinsel Skiathos, die, wie er selbst schrieb, alle seiner Erinnerung entstammen und nicht seiner Phantasie. Besonderes Kennzeichen Papadiamantis’ ist die aus seinem Werk klar hervortretende Liebe zur Natur und die Zärtlichkeit gegenüber den Figuren, die in seinen Geschichten auftreten.
Des Weiteren stellt die Erzählsprache Papadiamantis’ ein bemerkenswertes Kennzeichen seines literarischen Schaffens dar. Es handelt sich hierbei um eine ästhetische und in der neugriechischen Literatur einzigartige Form einer gemäßigten Katharevousa, die sehr gelehrte wie auch volkstümliche Elemente enthält. Alexandros Papadiamantis gilt als letzter großer Autor der Hochsprache und zugleich als der Erste, der ihr eine Ausdruckskraft verlieh, wie sie nur für die Volkssprache üblich war. In Dialogen lässt Papadiamantis – wie Georgios Vizyinos – allerdings die Volkssprache zu Wort kommen, womit sich die endgültige Beseitigung der Hochsprache aus der Literatur, die in der Lyrik schon seit den 1880er-Jahren vollzogen ist, auch für die Prosa ankündigt.
Zahlreiche Erzählungen wurden in mehrere Sprachen übersetzt. In deutscher Übersetzung sind erschienen:
- Die Heilige Nacht auf dem Berg
- Die Mörderin
- Das Klagelied der Robbe
- Vater zu Hause und Die Ährenleserin
- Unter der königlichen Eiche
- Die rosenfarbenen Strände
- Eine Liebe im Schnee

Zwei seiner Werke wurden bereits verfilmt: Die Mörderin und Die rosenfarbenen Strände.

## Rezeption und Kritik
Alexandros Papadiamantis gilt heute als einer der bedeutendsten Schriftsteller, wenn nicht als der bedeutendste Erzähler, neugriechischer Literatur, was vor allem an seiner unschuldigen, unverfälschten Art zu schreiben liegt; seine Erzählungen sind durchdrungen von Sensibilität und Authentizität bei der Schilderung von Menschen und der mediterranen Welt, in der diese leben. Die in seinen Werken begegnende Vielfalt und Hintergründigkeit fasst Odysseas Elytis zusammen: „Auf welcher Seite seiner Erzählungen wir auch verweilen, stets begegnen wir dort hinter dem Christen auch dem Griechen, hinter dem mystisch Fühlenden dem mediterran Sinnlichen, hinter dem Menschen der Kirche dem des Leibes, der duftenden Kräuter und Strände. […] immer begreifen wir, daß die Natur für ihn weder Rückzugsort noch Trost oder Erleichterung bedeutet. Ebensowenig stellt sie eine finstere und dämonische Macht dar. Sie ist der ewige und unvergängliche Rahmen, der die Schöpfung zusammenhält, eine Bürge für das, was wir sind oder sein können.“
Bei aller Begeisterung, die der Prosa von Papadiamantis entgegengebracht wird, kann dennoch nicht verschwiegen werden, „daß ebensohäufig, wie man ihm eindrucksvolle Passagen gutschreiben darf, sich auch mißlungene Stellen herausgreifen lassen; diejenigen nämlich, welche die Grenze zur Einfältigkeit überschreiten und von einem unverzeihlichen und manchmal auch ärgerlichen Mangel an Bedachtsamkeit zeugen. Gleichgültig, ob es sich dabei um den Rest journalistischer Gepflogenheiten oder um eine Schwäche des Augenblicks handelt – selbst ein gewissenhafter Mittelschullehrer würde derlei bei seinen Schülern verbessern.“ Elytis spielt hier auf bestimmte Wortwiederholungen und Klischees an, denen man bei Papadiamantis bisweilen begegnet; auch zeichnet sich die Masse von 170, oft einander ähnelnden Erzählungen nicht durchgehend durch hohe Qualität, sondern eher durch Quantität aus. Man darf nicht vergessen, dass sich Papadiamantis ständig in finanziellen Notlagen befand und alle nur erdenklichen Möglichkeiten, Texte zu veröffentlichen, nutzen musste. Hieraus erklären sich vereinzelte literarische Schwächen in seinem Werk. Kritiker haben auch auf einige logische „Fehler“ Papadiamantis’ hingewiesen.
Gemessen an den herausragenden Teilen seines Werks ist Alexandros Papadiamantis jedoch mit Recht ein vielgelobter Glücksfall in der neugriechischen Literaturgeschichte (der „Heilige der griechischen Literatur“, wie er immer wieder genannt wird), der auch hundert Jahre nach dem Höhepunkt seines Schaffens viel gelesen wird.
Ihm zu Ehren wurde der Flughafen Alexandros Papadiamantis auf Skiathos nach ihm bekannt und sein Wohnhaus ist als Papadiamantis-Museum eingerichtet.

## Werkausgaben (Auswahl)

### Gesamtausgaben
- Τα άπαντα, 5 Bände, Athen 1954–56
- Άπαντα, κριτική έκδοση Ν.Δ. Τριανταφυλλόπουλος, 5 Bände, Athen 1981–88

### Ausgaben einzelner Werke
- Διηγήματα (25 ausgewählte Erzählungen), hrsg. von Απόστολος Σαχίνης, Reihe Νεοελληνική Βιβλιοθήκη, Athen 1988
- Πασχαλινά Διηγήματα, Νεοελληνική Λογοτεχνία, Bd. 181, hrsg. von Σπύρος Κοκκίνης. Athen 1975
- Η γυφτοπούλα. Νεοελληνική Λογοτεχνία, Bd. 186, hrsg. von Σπύρος Κοκκίνης. Athen 1975
- Σκοτεινά Παραμύθια (19 ausgewählte Erzählungen mit Kommentaren), hrsg. von Στρατής Πασχάλης, Athen 2001. ISBN 960-375-239-8
- Η φόνισσα. Η πεζογραφική μας παράδοση. Εκδόσεις Νεφέλη, Athen 1988. ISBN 960-211-028-7
- Η φόνισσα. Einleitung von Γιώργος Αριστήνος. Athen 2006. ISBN 960-406-788-5
- Αλληλογραφία. Επιμέλεια Τριανταφυλλόπουλος Νίκος, Εκδ.Δόμος, 1992, Αθήνα ISBN 960-7217-60-8

### In deutscher Übersetzung
- Die Mörderin. Roman. Aus dem Griechischen von Andrea Schellinger. Mit einem Nachwort von Danae Coulmas. Frankfurt a. M.: Suhrkamp Verlag, 1995. Neuausgabe: Elfenbein Verlag, 2015, ISBN 978-3-941184-50-3.
- Griechische Erzählungen. Eine Auswahl. Edition Hagia Sophia, Wachtendonk, 2019, ISBN 978-3-96321-026-6.
- Wunschtraum in den Wellen. Erzählungen. Aus dem Griechischen übersetzt und mit einem Nachwort versehen von Andrea Schellinger. Berlin: Elfenbein Verlag, 2022, ISBN 978-3-96160-076-2.

## Bibliographien
- Γ.Κ. Κατσίμπαλης: Αλέξανδρος Παπαδιαμάντης. Πρώτες κρίσεις και πληροφορίες. Βιβλιογραφία. Athen 1934, Ergänzung 1938
- Γεώργιος Φουσάρας: Βιβλιογραφικά στον Παπαδιαμάντη. Athen 1991. ISBN 960-201-095-9
- Γ. Φαρίνου-Μαλαματάρη: Εισαγωγή στην πεζογραφία του Παπαδιαμάντη. Athen 2005. S. 553–598 (eine sehr umfangreiche Bibliografie zu Arbeiten über Papadiamantis, die nach 1980 erschienen sind)

## Sekundärliteratur (Auswahl)

### In deutscher Sprache
- Schellinger, Andrea: Düstere Idyllen. (Nachwort.) In: Papadiamantis, Alexandros: Wunschtraum in den Wellen. Erzählungen. Aus dem Griechischen übersetzt und mit einem Nachwort versehen von Andrea Schellinger. Berlin: Elfenbein Verlag, 2022, S. 223–251.
- Danae Coulmas: „... zwischen göttlicher und menschlicher Gerechtigkeit“. Nachwort. In: Papadiamantis, Alexandros: Die Mörderin. Aus dem Griechischen von Andrea Schellinger. Mit einem Nachwort von Danae Coulmas. Frankfurt am Main: Suhrkamp Verlag, 1995, S. 148–165; Neuausgabe: Berlin: Elfenbein Verlag, 2015, S. 155–167.
- Odysseas Elytis: Die Magie von Papadiamantis. Wer in Weiß gewandet ist. In: Marie-Elisabeth Mitsou, Maria Oikonomou (Hrsg.): Reflexionen. Essays neugriechischer Autoren, Neuried: Ars Una, 2005. S. 249–291.

### In englischer Sprache
- Louis Coutelle, Theofanis George Stavrou, David R. Weinberg (Hrsg.): A Greek diptych. Dionysios Solomos and Alexandros Papadiamantis. Nostos Books, Minneapolis, Minnesota 1986. – Rezension von: Elizabeth Constantinides, in: Journal of Modern Greek Studie 5.2, 1987

### In griechischer Sprache
- Ζουμπουλάκης, Σ., Τριανταφυλλόπουλος, Ν. (Hrsg.): Ο μυθιστοριογράφος Παπαδιαμάντης. 2003
- Θέμελης, Γιώργος> Ο Παπαδιαμάντης καί ο κόσμος του. Εκδ. Διάττων, Athen 1991. ISBN 960-7031-10-5
- Κεσελόπουλος Ανέστης: Η λειτουργική παράδοση στον Αλέξανδρο Παπαδιαμάντη. Εκδ. Πουρναράς, Thessaloniki 1994. ISBN 960-242-092-8
- Κολυβάς Ιωακείμ-Κίμων: Λογική της αφήγησης και ηθική του λόγου: μελετήματα για τον Παπαδιαμάντη. Εκδ. Νεφέλη, Athen 1991. ISBN 960-211-108-9
- Μάτσας, Νέστορας: Αν δεις τον κυρ-Αλέξανδρο η άλλη βιογραφία του Παπαδιαμάντη. Εκδ. Εστία, Athen 1991. ISBN 960-05-0360-5
- Μουλλάς, Παναγιώτης (Hrsg.): Αλέξανδρος Παπαδιαμάντης αυτοβιογραφούμενος. Athen 1999. ISBN 960-05-0833-X
- Μπαρμπούνης, Μανόλης: Η παραδοσιακή θρησκευτική συμπεριφορά των συγχρόνων του στο έργο του Αλέξανδρου Παπαδιαμάντη. Athen 1998
- Οικονόμου, Ζήσης: Ο Παπαδιαμάντης και το νησί του (μικρογραφία της ανθρωπότητας). Αθήνα, 1979.
- Saunier, Guy: Εωσφόρος και άβυσσος: ο προσωπικός μύθος του Παπαδιαμάντη. Εκδ. Άγρας, Athen 2001. ISBN 960-325-399-5
- Τριανταφυλλόπουλος, Δημήτρης: Πελιδνός ο παράφρων τύραννος...: αρχαιολογικά στον Παπαδιαμάντη, Εκδ. Νεφέλη, Athen 1996. ISBN 960-211-298-0
- Φαρίνου-Μαλαματάρη, Γ.: Αφηγηματικές τεχνικές στον Παπαδιαμάντη. Athen 1987. ISBN 960-04-1610-9
- dies. (Hrsg.): Εισαγωγή στην πεζογραφία του Παπαδιαμάντη. Athen 2005. ISBN 960-524-194-3
- Χειμώνας, Χρήστος: Αφιέρωμα στον Αλ. Παπαδιαμάντης. Athen 1977
- [o.A.]: Εισαγωγή στην πεζογραφία του Παπαδιαμάντη: Επιλογή κριτικών κειμένων. Εκδ. Πανεπιστημιακές Εκδόσεις Κρήτης, Iraklio 2005. ISBN 960-524-194-3
- [o.A.]: Πρακτικά Α' Διεθνούς Συνεδρίου για τον Αλέξανδρο Παπαδιαμάντη, Σκιάθος 20-24 Σεπτεμβρίου 1991. Εκδ. Δομός, Athen 1996. ISBN 960-353-033-6